# Melinda Clarke
Melinda Patrice "Mindy" Clarke (24. duben 1969 Dana Point, Kalifornie) je americká herečka. Nejvíce se proslavila rolemi v seriálech Tak jde čas, O.C., Kriminálka Las Vegas, Nikita a Dallas.

## Životopis
Narodila se herci Johnu Clarkovi a baletce Patricii Lewis. Má bratra Joshuu a měla sestru Heidi, která zemřela v roce 1995 kvůli zhoubnému nádoru na srdci.

## Kariéra
Objevila se v nekonečné soap opeře Tak jde čas, kde hrál její otec. Další rolí byl seriál Soldier of Fortune, Inc. V menších rolích se objevila např. v seriálech Xena, Firefly, Čarodějky, Kriminálka Las Vegas (tam se jednou objevila i spolu s Kelly Rowan, se kterou později hrála v O.C.), Show Jerryho Seinfelda. Její asi největší rolí byla Julie Cooperová-Nicholová v seriálu O.C. Její postava měla být původně pouze v několika dílech, ale díky dobrým ohlasům diváků se stala jednou z hlavních postav. Objevila se také v seriálech Vincentův svět a Ďáblův sluha. V roce 2010 se objevila v seriálu stanice The CW Upíří deníky jako Kelly Donovan. Během let 2010–2013 hrála roli Amandy v seriálu Nikita.

## Filmografie

### Film
| Rok  | Název                        | Role               | Poznámky |
| ---- | ---------------------------- | ------------------ | -------- |
| 1992 | Vášeň pod sutanou            | Monica             |          |
| 1992 | Umění lovu                   | Laura              |          |
| 1993 | Young Goodman Brown          | Faith Brown        |          |
| 1993 | Návrat živé smrti 3          | Julie Walker       |          |
| 1995 | Return to Two Moon Junction  | Savannah Delongpre |          |
| 1996 | Boss                         | Holka s cigaretou  |          |
| 1996 | Vraždící jazyk               | Candy              |          |
| 1997 | Critics and Other Freaks     | Paní M             |          |
| 1997 | Spawn                        | Jessica Priest     |          |
| 2002 | Cold Sweat                   | —                  |          |
| 2002 | .com for Murder              | Agentka Williams   |          |
| 2003 | Animatrix                    | Alexa (hlas)       |          |
| 2003 | Animatrix: Přijímací zkouška | Alexa (hlas)       |          |
| 2004 | Dynamite                     | Beta               |          |

### Televize
| Rok       | Název                      | Role                                      | Poznámky                                    |
| --------- | -------------------------- | ----------------------------------------- | ------------------------------------------- |
| 1989-1990 | Tak jde čas                | Faith Taylorová                           | 17 dílů                                     |
| 1991      | Jake a Tlusťoch            | Angel Alexander                           | díl: „Every Time We Say Goodbye“            |
| 1994      | The George Carlin Show     | Christy                                   | díl: „George Helps Sydney“                  |
| 1994      | Heaven Help Us             | Lexy Monroe                               | 10 dílů                                     |
| 1996      | Podivné náhody             | Lola Vale                                 | díl: „Lightning Stikes“                     |
| 1997      | Xena                       | Velasca                                   | díly: „Výprava“ a „Nevyhnutelné zlo“        |
| 1997      | Komando: Pro čest a peníze | Margo Vincent                             | Televizní flm                               |
| 1997      | Show Jerryho Seinfelda     | Alex                                      | díl: „The MuffinTops“                       |
| 1997      | Cesta do neznáma           | Allasandra                                | díl: „This Slide of Paradise“               |
| 1997-1999 | Soldier of Fortune, Inc.   | Margo Vincent                             | hlavní role, 11 dílů                        |
| 1997-2000 | Detektiv Nash Bridges      | inspektorka Abby Gordonová / Karen Decker | 2 díly                                      |
| 2000      | Chameleon                  | Slečna Eve                                | díl: „Meltdown“                             |
| 2001      | Star Trek: Enterprise      | Sarin                                     | díl: „Broken Bow: Part 2“                   |
| 2001-2011 | Kriminálka Las Vegas       | Lady Heather / Dr. Kesslerová             | 8 dílů                                      |
| 2002      | První pondělí              | —                                         | nevysílaný pilotní díl                      |
| 2002      | Čarodějky                  | Siréna                                    | díl: „Zpěv sirény“                          |
| 2002      | Městečko Everwood          | Sally Keyes                               | díl: „Dokud nás smrt nerozdělí“             |
| 2002-2003 | Policejní okrsek           | detektiv Olivia Cahillová                 | 5 dílů                                      |
| 2003      | Tremors                    | Dr. Megan Flynn                           | díl: „Night of the Shriekers“               |
| 2003      | Firefly                    | Nandi                                     | díl: „Heart of Gold“                        |
| 2003-2007 | O.C.                       | Julie Cooperová-Nickelová                 | hlavní role, 86 dílů                        |
| 2005-2011 | Vincentův svět             | Melinda                                   | 6 dílů                                      |
| 2006      | Avatar: Legenda o Aangovi  | Madam Macmu-Ling (hlas)                   | díl: „Příběhy z Ba Sing Se“                 |
| 2007      | Ďáblův sluha               | Mimi                                      | díl: „Ashes to Ashes“                       |
| 2007      | Moje bláznivá sestra       | Blithe Meacham                            | Televizní flm                               |
| 2008      | Tatík Hill a spol.         | Charlene (hlas)                           | díl: „Untitled Blake McCormick Project“     |
| 2008      | Chuck                      | Sasha Banachecková                        | díl: „Chuck a kurz svádění“                 |
| 2008-2009 | Eli Stone                  | Dr. Leeová                                | 3 díly                                      |
| 2010      | Posel ztracených duší      | Donna                                     | díl: „Old Sins Cast Long Shadows“           |
| 2010-2013 | Upíří deníky               | Kelly Donovan                             | 4 díly                                      |
| 2010-2013 | Nikita                     | Amanda Collins                            | hlavní role, 55 dílů                        |
| 2013      | Vegas                      | Lena Cavallo                              | 4 díly                                      |
| 2014      | Dallas                     | Tracey McKey                              | díly: „Victims of Love“ a „Brave New World“ |
| 2014      | Hot Divine!                | Chelsea Kirk                              | Televizní flm                               |
| 2016      | Gotham                     | Grace Van Dahl                            | 3 díly                                      |
| 2018      | Swedish Dicks              | Rebecca Glos                              | díl: „It Had to Be Lou“                     |

### Videohry
| Rok  | Název                                 | Role           | Poznámky |
| ---- | ------------------------------------- | -------------- | -------- |
| 2003 | Mission: Impossible – Operation Surma | Sofia Ivanescu |          |
| 2012 | Nikita: Codebreaker                   | Amanda         |          |